# Kladruby (okres Tachov)
Kladruby (někdy nazývané Kladruby u Stříbra, německy Kladrau) jsou město v okrese Tachov v Plzeňském kraji. Nacházejí se třicet kilometrů západně od Plzně a pět kilometrů jižně od Stříbra, v nadmořské výšce okolo 400 metrů na řece Úhlavce. Výměra obce je celkem 48,6 km². Ve městě žije přibližně 1 700 obyvatel.
Ačkoliv v současné době nejsou Kladruby významným sídlem, ve středověku byl jejich význam podstatně větší – především díky benediktinskému klášteru, který stojí na okraji obce. Kladruby byly až do roku 1960 městem a od 12. dubna 2007 jim byl status města opět udělen.

## Historie

### Založení vsi
Benediktinský kladrubský klášter byl založen v roce 1115 Vladislavem I. Tento český vladař je přímo v klášteře i pochován a je tak jedním z malá českých knížat pohřbených mimo Prahu. O založení kláštera se zmiňuje i Kosmas ve své Kronice české.
Kladruby pravděpodobně existovaly už několik desítek let před založením kláštera. Neexistuje žádná písemná zmínka o vsi z tohoto období, archeologické průzkumy nedaleko současného hřbitovního kostela (v místech, kde se původně Kladruby rozkládaly) nenalezly ani žádné pozůstatky starší než 13. století, s výjimkou základů románského kostela sv. Petra a Pavla. Každopádně existence obce Kladruby je jednoznačně prokázána v zakládací listině kláštera, která se ovšem nezachovala v originále, nýbrž pouze v opisu z roku 1197. V téže listině je první zmínka o řadě dalších vesnic, které jsou zde buď uváděny jako majetek kláštera, nebo naopak pro svoji výlučnou polohu (při zemské stezce) jsou z majetku kláštera vyňaty. Klášter tak obdržel většinu území mezi řekami Mží a Mžicí (dnešní Úhlavkou), což odpovídá asi čtvrtině současného okresu Tachov.

### Rozkvět obce ve středověku
Výhodná poloha při norimberské zemské stezce a nalezení stříbrných rud v okolí přispěly k výraznému rozkvětu Kladrub. Václav I. tak povýšil kolem roku 1233 Kladruby na město a Kladruby získaly městská privilegia (především právo konat trhy, právo hrdelní a várečné) jako jedno z prvních sedmi sídel v Čechách.
Díky bohatství stříbrných rud byla nedaleko od Kladrub koncem 12. století založena hornická osada Stříbro. Ta byla na konci třináctého století rovněž povýšena na město. Kladruby byly kolem roku 1230 přesunuty směrem blíže ke klášteru.[zdroj⁠?!] Král Václav IV. Kladrubům roku 1380 povolil vystavět městské hradby. Ve stejné době vrcholila obchodní válka se Stříbrem, v jejímž důsledku panovník v roce 1382 na nátlak stříbrských měšťanů změnil trasu povinné cesty z Bavorska do Prahy, aby vedla přes Stříbro. Krátce poté také Kladrubům odebral hradební právo. Došlo dokonce k vojenskému aktu, protože Stříbrští roku 1386 Kladruby neúspěšně napadli. Není jasné, zda Kladrubští využili krátkou dobu existujícího práva a město opevnili nebo alespoň zahájili výstavbu opevnění. 

### Kladruby a Johánek z Pomuka
Kladrubský klášter díky stříbrným dolům a dobře hospodařícím opatům postupně bohatl. Již v roce 1233 byla dostavěna velkolepá románská bazilika, která v době své dostavby byla největší kostelní stavbou v Čechách, s délkou téměř 93 m. Opat Reiner v roce 1239 zahájil rozsáhlé výměny a rozšiřování majetku, které dovršil v druhé polovině 14. století opat Racek III. V této době ke klášteru patřilo 128 vesnic, města Kladruby, Touškov a Přeštice a hrady Prostiboř, Kyjov a Komberk.
Král Václav IV. měl významné rozpory s arcibiskupem Janem z Jenštejna, které byly živeny různými majetkoprávními spory mezi šlechtici – chráněnci arcibiskupa a šlechtici – chráněnci královými. Při jednom z takovýchto konfliktů o výstavbu mlýna došlo prý dokonce k prvnímu použití střelných zbraní na českém území.
Někdy počátkem devadesátých let 14. století se král rozhodl omezit arcibiskupovu moc zřízením nového biskupství, které by obsadil příslušně loajální osobou. Toto biskupství mělo vzniknout právě v Kladrubech, kde by potřebný majetek získalo zrušením kláštera. Když opat Racek, na jehož smrt Václav IV. čekal, na konci ledna 1393 umřel, Václav IV. dlel právě na Křivoklátě a nemohl tak v patřičné lhůtě vznést námitky proti volbě nového opata, kterou arcibiskup urychleně zorganizoval. Dne 10. března 1393 tak mohl Jenštejnův generální vikář, Johánek z Pomuka, volbu potvrdit.
Králův neúspěch ve zřízení biskupství se odrazil i v jeho vztahu ke Kladrubům. Bohatství kladrubského kláštera se tak postupně rozplývalo a během husitských válek, kdy byl jednou dobyt a vydrancován 1421, druhému obléhání v roce 1427 již odolal, přišel klášter o většinu majetku. Musel prodat a zastavit většinu svých statků, přičemž v roce 1467 byl zpustošen ještě jednou, a to při boji panské jednoty proti králi Jiřímu z Poděbrad.

### Kladruby v novověku

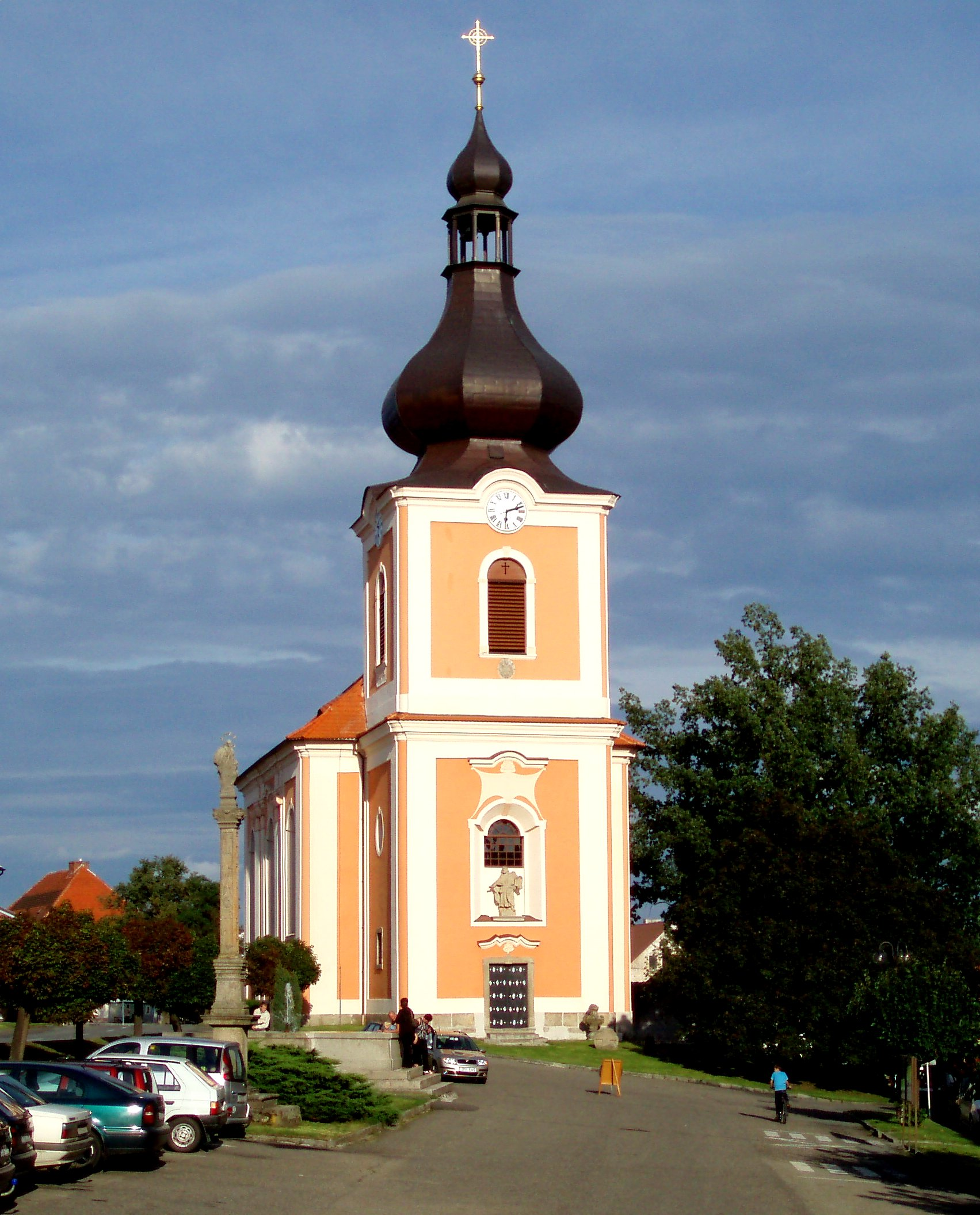
Kostel svatého Jakuba Většího

Zhruba od roku 1500 jsou zachovány městské knihy, které dávají mnohem více informací o běžném životě v Kladrubech. Už roku 1500 byla v Kladrubech latinská škola, zřízená v souvislosti s klášterem. Zatímco město v 16. století vzkvétalo, v roce 1616 dostalo konečně i vlastní městský znak, klášter se stále nevymanil z finančních problémů, neboť kladrubští poddaní několikrát povstali proti klášterní vrchnosti, v roce 1557 byl klášter zpustošen říšským vojskem a v roce 1590 pak přišel velký požár, kdy lehly popelem všechny hospodářské budovy kláštera. Rudolf II. se navíc snažil omezit majetek kláštera a jen rozsáhlá finanční pomoc panovníkovi uchránila klášter od dalších rozsáhlých majetkových ztrát.
Během třicetileté války se situace obrátila, neboť Kladruby byly několikrát dobyty a vydrancovány, zatímco klášter získal díky posílení vlivu katolické církve nový majetek, který umožnil přistoupit k obrovských přestavbám kláštera.
Koncem 17. století ve městě rostl podíl německého obyvatelstva a městské knihy obsahují výrazně větší podíl zápisů v němčině. V té době měly Kladruby přes 1 300 obyvatel. Město bylo poznamenáno v roce 1701 morem, po němž byl na náměstí postaven mariánský morový sloup a zřízena kašna. V roce 1711 vypukl první z velkých požárů, které výrazně omezovaly další rozvoj města. Koncem 18. století došlo k rozsáhlé barokní přestavbě kostela sv. Jakuba na náměstí. Současnou podobu tento kostel dostal až po dalším, ještě rozsáhlejším požáru v roce 1843.

### Devatenácté a dvacáté století
Ve zrušeném klášteře byla krátce vojenská nemocnice, poté chudobinec. V roce 1843 klášter koupil rod Windischgrätzů, ovšem jako sídelní místo ho používali až v 20. století. V letech 1853–1856 byl klášter přebudován na pivovar, sklepy byly získány zahrnutím přízemí hlínou, mrtví mniši byli z kobek vesměs vyházeni na smetiště za klášterem. Devastace objektu kláštera vyvrcholila roku 1860, kdy pivovar, jenž měl svým výstavem konkurovat plzeňskému Prazdroji, vyhořel.
Před druhou světovou válkou v Kladrubech dominovalo německé obyvatelstvo. Dle sčítání lidu z roku 1930 měly Kladruby 1370 obyvatel, z toho necelých 100 české národnosti. Koncem 19. století zde byl jako reakce na časté požáry ustaven jeden z prvních hasičských sborů v západních Čechách. Měšťanská škola byla dokončena a také otevřena roku 1895, vyučovacím jazykem byla němčina. První česká menšinová obecná škola v Kladrubech byla otevřena 1. září 1925. Po druhé světové válce bylo německé obyvatelstvo vyhnáno a Kladruby byly dosídleny lidmi české národnosti. Objekt zámku byl knížeti z Windischgrätzu zabaven.
Za komunistického režimu vznikl v Kladrubech státní statek. Ten sídlil jistou dobu v zkonfiskovaném klášteře, poté byl přestěhován do centra obce. V šedesátých letech v rámci centralizace a snahy vytvořit z okresu Tachov baštu vzorného socialistického zemědělství byl statek spojen s tachovským a vytvořen tak jeden rozsáhlý, ale nepříliš funkční celek. V Kladrubech byl vybudován velkokapacitní kravín, který se stal spolu se sušičkou obilí novou dominantou obce. V sedmdesátých letech byl klášter zpřístupněn veřejnosti. Byl v té době ovšem značně zchátralý. Rozsáhlé rekonstrukce začaly v následujícím desetiletí.

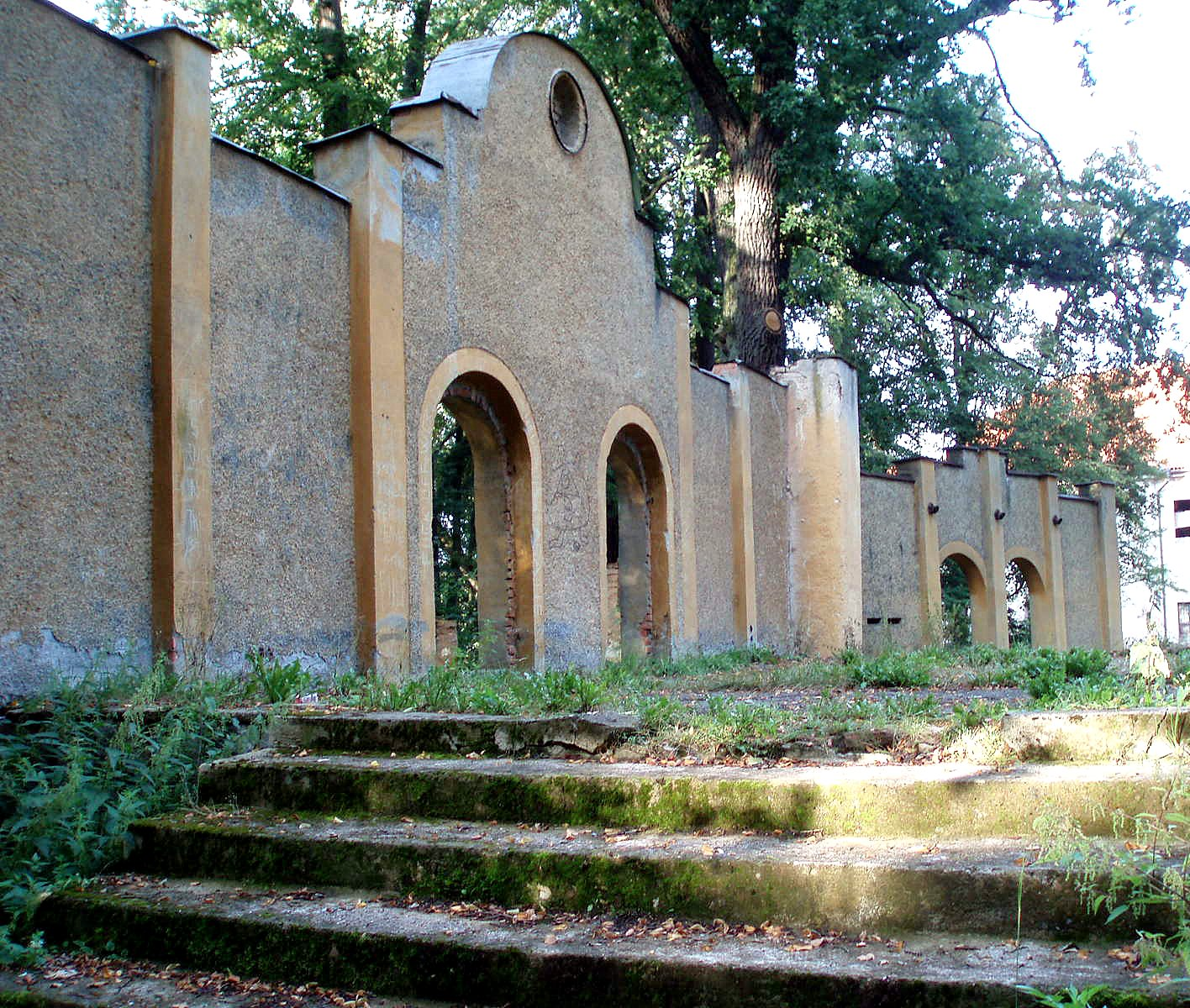
Přírodní divadlo

V období mezi padesátých a sedmdesátými lety fungovalo za objektem kláštera přírodní divadlo. Konaly se zde hojně navštěvované kulturní akce, na nichž mj. vystoupili i Karel Gott, Helena Vondráčková a Marta Kubišová. V rámci normalizace a centralizace kulturních a společenských akcí bylo divadlo na začátku sedmdesátých let zrušeno a od té doby chátrá, i přes několik pokusů obecního úřadu o jeho obnovení.
Od 12. dubna 2007 byl obci vrácen status města.

### 21. století

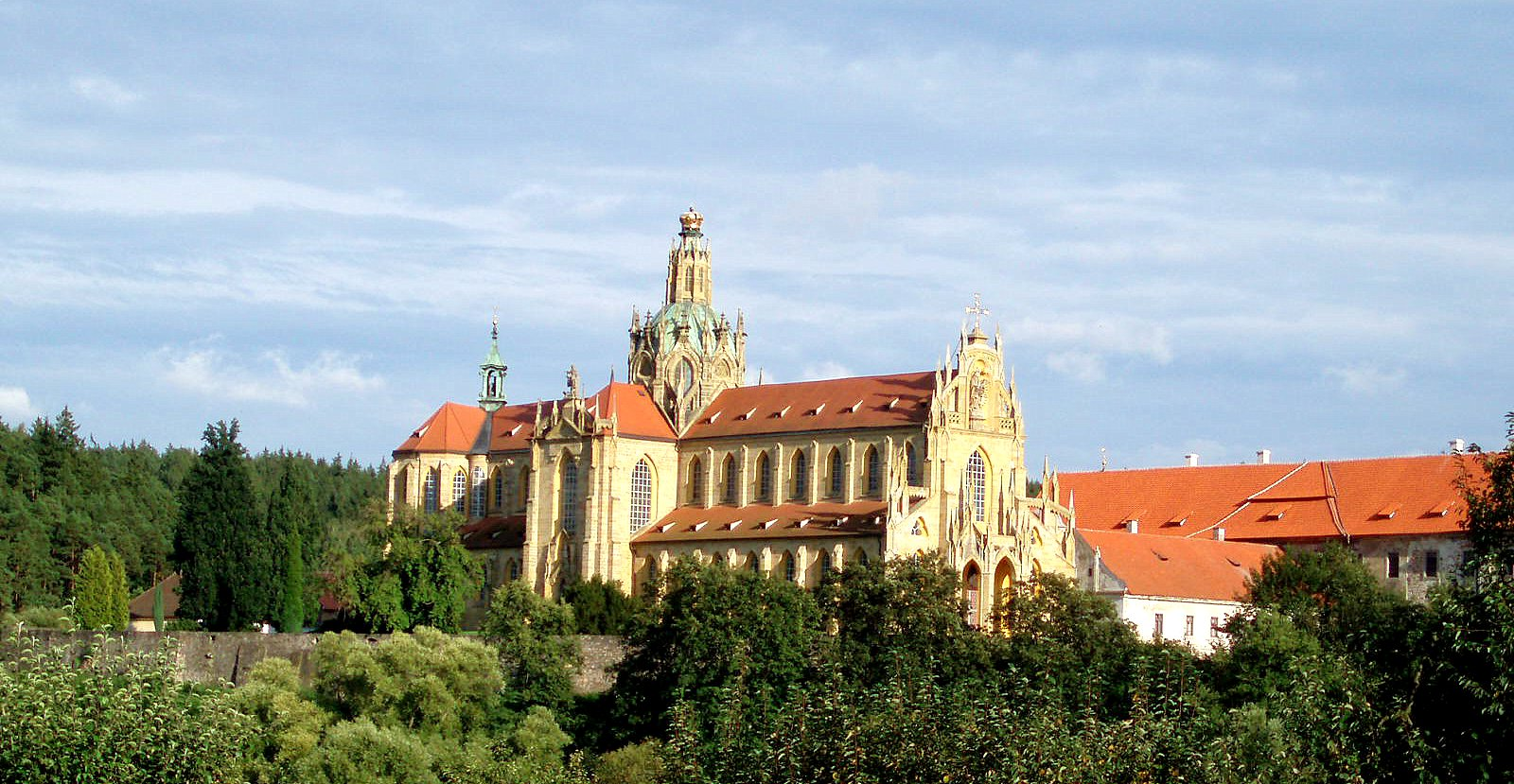
Klášter

Kladrubský klášter se stal druhou nejnavštěvovanější památkou v kraji, po zámku Kozel. V klášterním kostele se konají pravidelné mše, a to o Vánocích, o Velikonocích a na svátek Nanebevzetí Panny Marie. Posledně jmenovaná mše se koná u příležitosti kladrubské poutě, je sloužena v latině a většinou se jí účastní zástupce benediktinského řádu.
Ve městě byl v roce 2004 zrekonstruován kostel svatého Jakuba Většího na náměstí. V obci sídlí základní škola s oběma stupni (spádová oblast školy je představována 23 vesnicemi), mateřská škola a základní umělecká škola (pobočka hudebního oboru stříbrské školy).
V obci působil v letech 1999 až 2003 Spolek pro vysazování stromů v Kladrubech, který svou činnost ukončil pro spory s obecním úřadem ve věci kácení stromů při rekonstrukci některých ulic.
V obci dále působí tato sdružení a spolky:
- Základní organizace Českého svazu chovatelů, která mj. každoročně pořádá výstavbu drobného zvířectva u příležitosti kladrubské pouti
- Základní organizace Českého svazu včelařů
- Základní organizace Českého svazu ochránců přírody, která se mj. stará o naučnou stezku
- Kladrubská divadelní společnost, sdružení ochotníků hrajících především pohádky
- Cavalla, flétnový soubor při ZUŠ
- Národopisný spolek, pod jehož záštitou se udržují některé lidové tradice – masopust,chození svaté Lucie, vánoční zpívání koled, Tři králové
- Tělovýchovná jednota Sokol Kladruby, kde funguje především družstvo fotbalu (hrající okresní přebor) , volejbalu (hraje krajský přebor) a nohejbalu hrající okresní přebor.

V minulosti zde působilo ještě ochotnické sdružení Dawýdkovo ďyvadlo, které se zaměřovalo spíše na divadlo pro starší diváky.
Nejvýznamnější akce pořádané v Kladrubech, které přitahují i turisty ze vzdálenějších míst:
- Historický jarmark – většinou předposlední květnový víkend v Kladrubském Klášteře
- Kladrubská pouť – u příležitosti svátku Nanebevzetí Panny Marie, až 10 000 návštěvníků během dvou dnů
- Benediktinské dny – oživené noční prohlídky Kladrubského kláštera
- Kladrubské pivní slavnosti
- Kladrubský folkový večer
- Kladrubské slavnosti vína – poprvé v roce 2004, koncerty vážné hudby – tzv. festival Kladrubské léto (dříve Stříbrské léto)

## Přírodní poměry
Kladruby se nacházejí na západním okraji Plzeňské pahorkatiny. Nadmořská výška okolí obce se pohybuje od 350 do 530 metrů. Klima je mírně teplé a díky srážkovému stínu Českého lesa sušší, roční úhrn srážek činí průměrně jen 530 mm.
Kladruby se nacházejí na podkladu tvořeném algonkickými břidlicemi. Asi 3 km na jihozápad od obce začíná geologický celek zvaný Kladrubský žulový masiv, tvořený hlubinnými vyvřelinami. Na hranici tohoto celku došlo ke kontaktní přeměně hornin. V těchto místech se nachází i kladrubský kamenolom, který je majetkem společnosti Kamenolomy ČR se sídlem v Ostravě.
Okolím obce Kladruby byla v roce 1988 zřízena naučná stezka. Má celkem 11 zastavení a délku 6 km. Původně měla stezka délku 5,5 km, ale pak byla její trasa v roce 2003 pozměněna, aby přivedla návštěvníky i na kladrubské náměstí k nově zrekonstruovanému kostelu Sv. Jakuba.) Stezka je okružní, začíná a končí před klášterem.

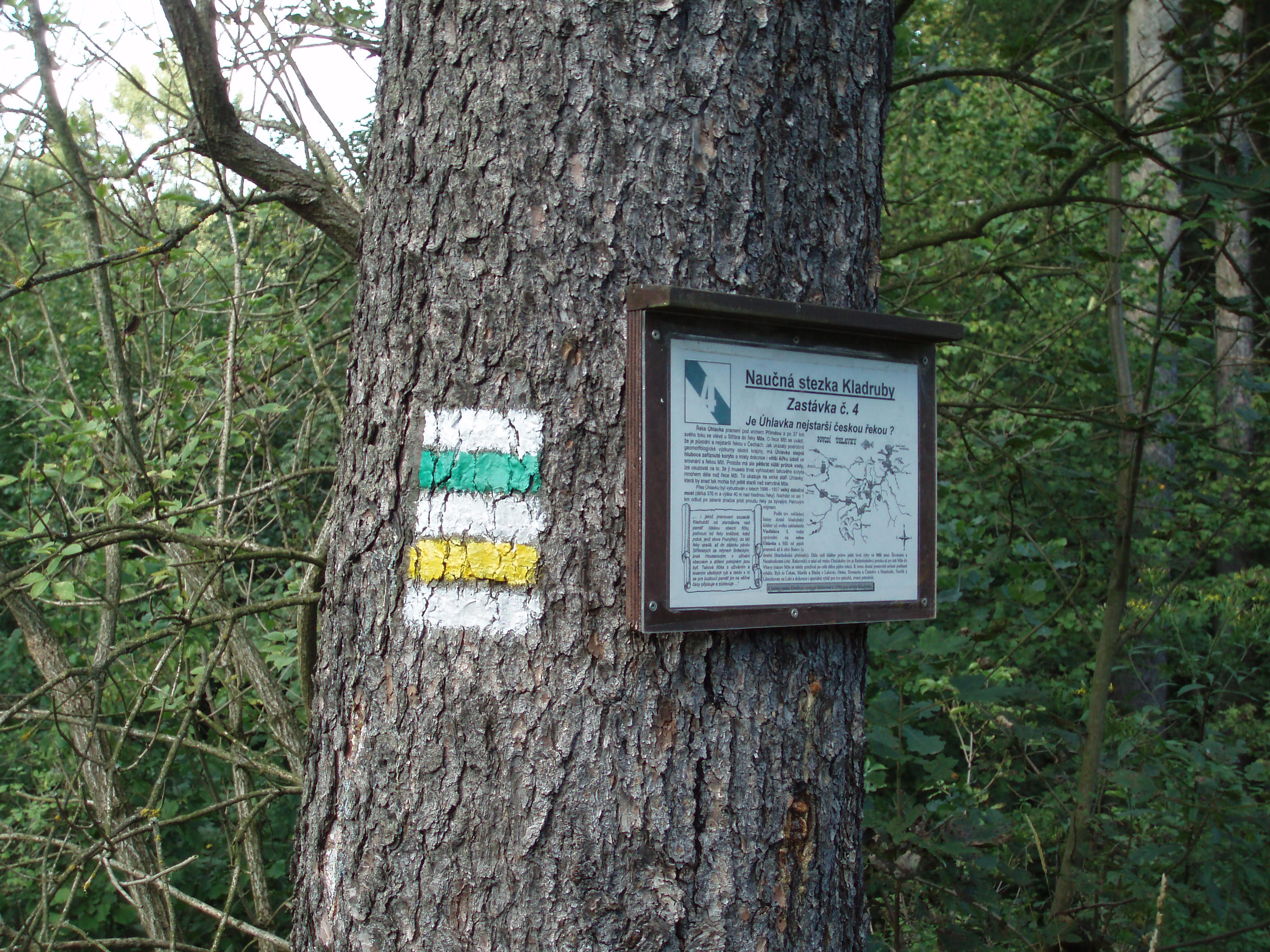
Naučná stezka

1. Pohled do historie (Klášter Kladruby)
2. Jak dlouho roste strom? (Památné stromy „Duby u kláštera“)
3. Jsou patra jen v paneláku? (Zámecký park Kladruby)
4. Stojíme na břehu nejstarší české řeky? (Lávka přes řeku Úhlavku)
5. Strom je továrna na čistý vzduch (Parčík u školy)
6. Jak pracuje čistička odpadních vod? (Čistírna odpadních vod pod školou)
7. Z čeho bohatli kladrubští měšťané? (štoly na těžbu stříbra)
8. Kudy tekla Úhlavka? (skalní útvar zvaný okrouhlík)
9. Poznej a chraň! (stráň s výskytem chráněných druhů rostlin)
10. Co víme o lese? (kulturní les nad řekou Úhlavkou)
11. Kalvárie opředená pověstmi (vyhlídka na klášter v přírodní památce U Kalvárie)

V blízkém okolí Kladrub se v současnosti nenachází žádné zvláště chráněné území. Někdejší přírodní památka U Kalvárie, vyhlášená roku 1992, byla zrušena roku 2002. Jednalo se o malé území s rozlohou necelých 6 ha, příkrou stráň nad řekou Úhlavkou. Chráněn zde byl výskyt chráněného druhu bělozářka liliovitá (Anthericum liliago) v borové doubravě.
Z dalších zajímavých biotopů lze zmínit především Zámecký park o rozloze 4,7 hektaru, který je z větší části tvořen zachovaným fragmentem původního lesního porostu s dominancí lípy a dubu ve stromovém patře. V podrostu se nalézají typické hájové druhy, jako např. jaterník podléška (Hepatica nobilis), sasanka hajní (Anemona nemorosa), plicník lékařský (Pulmonaria officinalis) a dymnivka bobovitá (Corydalis fabacea), ale také chráněná lilie zlatohlávek (Lilium martagon).
Niva řeky, kde se ještě v 70. letech nacházely druhově bohaté louky, byla silně poničena splachem z hnojených polí. V současné době je větší část niv tvořena druhově chudými, ruderalizovanými porosty.
V okolí Kladrub se nachází celkem 5 památných stromů:
- Duby nad Pozorkou (dva duby, největší stromy okresu Tachov)
- Dub u Kráčny
- Lípa u Petrova mlýna (stáří cca 300 až 350 let)
- Dub u Senětické hájenky

Další významný strom, který ale není chráněn (ač byl v minulosti označen plechovou tabulkou s nápisem „strom chráněný státem“), je Topol bílý v Pozorce (stáří přes 200 let, obvod přes čtyři metry).
V okolí Kladrub rostou tyto vzácné a ohrožené druhy rostlin:
- bělozářka liliovitá (Anthericum liliago)
- lilie zlatohlávek (Lilium martagon)
- jalovec obecný (Juniperus communis)
- vřesovec pleťový (Erica carnea)
- plavuň vidlačka (Lycopodium clavatum)
- plavuň pučivá (Lycopodium annotinum)
- žebrovice různolistá (Blechnum spicant)
- prha arnika (Arnica montana)
- zimostrázek alpinský (Chamaebuxus alpestris)
- prstnatec májový (Dactylorhiza majalis)

Údolí řeky Mže je vážně ohroženo invazí bolševníku velkolepého (Heracleum mantegazzianum) a netýkavky žláznaté (Impatiens glandulifera).

## Obyvatelstvo
| Rok            | 1869  | 1880  | 1890  | 1900  | 1910  | 1921  | 1930  | 1950  | 1961  | 1970  | 1980  | 1991  | 2001  | 2011  | 2021  |
| -------------- | ----- | ----- | ----- | ----- | ----- | ----- | ----- | ----- | ----- | ----- | ----- | ----- | ----- | ----- | ----- |
| Počet obyvatel | 2 693 | 2 657 | 2 754 | 2 817 | 2 751 | 2 898 | 2 480 | 1 219 | 1 354 | 1 283 | 1 381 | 1 304 | 1 398 | 1 496 | 1 557 |
| Počet domů     | 372   | 391   | 382   | 403   | 411   | 418   | 455   | 425   | 274   | 280   | 294   | 326   | 357   | 403   | 447   |

## Městská správa
Do roku 1988 patřilo pod správu MNV Kladruby celkem 22 vesnic a osad s 2300 obyvateli, které dodnes (spolu s vesnicí Jivjany) tvoří spádovou oblast základní školy. Poté došlo postupně k znovuosamostatnění obcí Kostelec, Skapce, Prostiboř a Zhoř. K městu Kladruby tak nyní patří kromě vlastních Kladrub už jen šest dalších vesnic a několik samot.
- Brod u Stříbra
- Láz
- Milevo
- Pozorka
- Tuněchody
- Vrbice u Stříbra

Samoty
- Výrov
- Žďár

### Městské symboly
Vlajka byla městu udělena rozhodnutím předsedy Poslanecké sněmovny Parlamentu České republiky dne 8. června 2004.

## Doprava

### Dálnice
V roce 1992 bylo rozhodnuto o stavbě dálnice D5 jižně od obce. Původně navrhovaná varianta, která měla vést jen 120 metrů od hranice klášterní zahrady, byla sice opuštěna, i tak ovšem došlo k výraznému zásahu do krajinného rázu v okolí obce. Dálnice přemostila řeku Úhlavku mostem o výšce přes 40 m nedaleko bývalého Petrova mlýna. Výstavba dálnice navíc znemožnila využívání pitné vody z vodárny na řece Úhlavce (vodárna se nacházela asi 500 metrů pod dálničním mostem), a tak bylo nutné postavit přivaděč vody z asi 7 km vzdálené vodárny ve vesnici Milíkov (vodárna sloužící pro město Stříbro). Nad obcí bylo u dálnice zbudováno odpočívadlo a dvě benzínové pumpy. Navíc nedaleko odtud sídlí dálniční ředitelství pro celou část dálnice západně od Plzně.
Obec Kladruby je s nádražím spojena autobusovou dopravou, roku 1992 byla však frekvence spojů výrazně snížena a o víkendu jezdí jen tři spoje. Přímá dálková linka z Tachova do Prahy byla nejprve výrazně omezena (na jeden spoj týdně) a posléze v roce 2010 zcela zrušena, nicméně nyní opět jezdí pod číslem 149101, avšak pouze v neděli. Kromě toho je doprava do obce zajišťována o víkendu autobusovou linkou 490350 jedoucí ze Stříbra od autobusového nádraží. Nicméně zcela chybí další návaznosti na vlaky či autobusy.

### Železnice
Železniční trať měla vést původně přímo přes Kladruby, ovšem odpor Windischgrätzů (obava z rušení hlukem a vzniku požárů od jisker) způsobil změnu vedení trati. Nádraží jménem Stříbro-Kladruby na trati Plzeň–Cheb bylo vybudováno asi v jedné třetině cesty mezi městy Stříbrem a Kladruby. Provoz byl zahájen 28. ledna 1872. V souvislosti s mohutným rozvojem průmyslu došlo k nárůstu osídlení kolem nádraží a propojení nádraží s městem Stříbrem. Po druhé světové válce se tak nádraží jmenovalo již jen Stříbro.